# Röddinge församling
Röddinge församling var en församling i Lunds stift och i Sjöbo kommun. Församlingen uppgick 2010 i Lövestads församling.

## Administrativ historik
Församlingen har medeltida ursprung. 
Församlingen var till 1 maj 1933 moderförsamling i pastoratet Röddinge och Ramsåsa. Från 1 maj 1933 till 1962 var den annexförsamling i pastoratet Vanstad, Tolånga, Röddinge och Ramsåsa. Från 1962 till 2010 var den annexförsamling i pastoratet Lövestad, Vanstad, Tolånga och Röddinge. Församlingen uppgick 2010 i Lövestads församling.

## Kyrkoherdar
| Ämbetstid | Namn                         | Levnadstid | Övrigt |
| --------- | ---------------------------- | ---------- | ------ |
|           | Peder                        |            |        |
|           | Michel Pedersen              |            |        |
| 1584      | Hans Hansön Graa             |            |        |
|           | Thomis Kieldsen              |            |        |
|           | Tycke                        |            |        |
| 1606–1616 | Andreas Magni                |            |        |
| 1617-     | Anders Matzön                |            |        |
| –1638     | Mårten Pallesen              | –1638      |        |
| 1638–     | Adrian Povelsön              |            |        |
| 1664–1667 | Hans Andersson Delphin       |            |        |
| 1667–1700 | Carsten Clouw                | 1622–1700  |        |
| 1701–1731 | Petrus Filenius              | 1664–1731  |        |
| 1731–1778 | Andreas Roos                 | 1698–1778  |        |
| 1779–1801 | Carl Gustaf Hörling          | 1727–1801  |        |
| 1802–1822 | Carl Fredrik Ödman           |            |        |
| 1823–1829 | Carl Fredrik Adrian          |            |        |
| 1830–1831 | Nils Bernt Landgren          | 1780–1831  |        |
| 1833–1841 | Per Magnus Gullander         | 1783–1841  |        |
| 1844–1849 | Johan Georg Gustaf Efwergren |            |        |
| 1849–     | Johan Daniel Cederberg       | –1808      |        |

## Kyrkor
- Röddinge kyrka